# Overbodig
Overbodig is een lied van de Nederlandse zangeres Tabitha in samenwerking met Ronnie Flex en Glen Faria. Het werd in 2021 als single uitgebracht en stond in 2022 als tweede track op het album Wilde rozen van Tabitha.

## Achtergrond
Overbodig is geschreven door Djuwney, Sadboi, Rushan West, Carlos Vrolijk, Glen Faria, Ronnie Flex en Tabitha en geproduceerd door Project Money. Het is een nummer uit het genre nederpop met effecten uit het genre reggae. Het is een liefdeslied waarin wordt gezongen over verwachtingen in een relatie. De zangeres omschreef het lied als een "feel-good song", welke mensen nodig hadden nadat veel mensen het moeilijk hebben gehad na de coronapandemie.
De samenwerking van de zangeres met Ronnie Flex en Glen Faria is niet een onbekende, volgens de zangeres gaan de drie "way back" met elkaar. Qua hitsingles heeft Tabitha als meerdere nummers met Ronnie Flex gemaakt, zoals Is dit over en Zeldzaam. Ze herhaalden de samenwerking in 2023 op Wacht op mij. Het is de eerste hittrack van de zangeres met Faria. Ook voor Flex en Faria is het de eerste keer dat zij samen op een hitnummer staan. 

## Hitnoteringen
De artiesten hadden bescheiden succes met het lied in Nederland. Het piekte op de 59e plaats van de Single Top 100 en stond twee weken in deze hitlijst. De Top 40 werd niet bereikt; het lied bleef steken op de negentiende plaats van de Tipparade.